# ناحیه دویت، میشیگان
ناحیه دویت (به انگلیسی: Dwight Township) یک منطقهٔ مسکونی در ایالات متحده آمریکا است که در شهرستان هیورن، میشیگان واقع شده‌است.
 ناحیه دویت ۹۲٫۵ کیلومتر مربع مساحت و ۹۳۰ نفر جمعیت دارد و ۲۱۰ متر بالاتر از سطح دریا واقع شده‌است.